# Wereldkampioenschappen wielrennen 2024 – Wegwedstrijd vrouwen elite
De wegwedstrijd voor vrouwen elite op de wereldkampioenschappen wielrennen 2024 werd gehouden op 28 september. De rensters startten in Uster en finishten 154,1 kilometer later in Zürich. De Belgische Lotte Kopecky prolongeerde na een sprint met zes rensters haar wereldtitel, voor de Amerikaanse Chloé Dygert en Elisa Longo Borghini uit Italië.
Van de 194 rensters op de startlijst ging enkel de Israëlische Rotem Gafinovitz niet van start.
Tegelijkertijd werd ook de wereldkampioen in de beloftencategorie, voor rensters jonger dan 23 jaar, bepaald. De Nederlandse Puck Pieterse, de dertiende uit de volledige rangschikking, was de beste belofte en kreeg zo ook een regenboogtrui uitgereikt.

## Uitslag
| Plaats | Naam                 | Tijd     |
| ------ | -------------------- | -------- |
| Goud   | Lotte Kopecky        | 4u05'26" |
| Zilver | Chloé Dygert         | z.t.     |
| Brons  | Elisa Longo Borghini | z.t.     |
| 4      | Liane Lippert        | z.t.     |
| 5      | Demi Vollering       | z.t.     |
| 6      | Ruby Roseman-Gannon  | z.t.     |
| 7      | Justine Ghekiere     | + 1'06"  |
| 8      | Marianne Vos         | z.t.     |
| 9      | Riejanne Markus      | z.t.     |
| 10     | Blanka Vas           | + 3'00"  |
| 11     | Noemi Rüegg          | z.t.     |
| 12     | Juliette Labous      | z.t.     |
| 13     | Puck Pieterse        | z.t.     |
| 14     | Magdeleine Vallieres | z.t.     |
| 15     | Neve Bradbury        | z.t.     |
| 16     | Caroline Andersson   | z.t.     |
| 17     | Katarzyna Niewiadoma | z.t.     |
| 18     | Antonia Niedermaier  | z.t.     |
| 19     | Mischa Bredewold     | z.t.     |
| 20     | Sarah Gigante        | + 3'21"  |